# La Rivière Anglaise
La Rivière Anglaise (/la ʁivjɛʁ ɑ̃ɡlɛz/) és un districte administratiu de les illes Seychelles situat a l'illa de Mahé. Aquest és un dels districtes més petits de l'illa i el 2002 estava habitat per 3.624 habitants.